# Echyra perrieri
Echyra perrieri är en skalbaggsart som beskrevs av Marc Lacroix 1997. Echyra perrieri ingår i släktet Echyra och familjen Melolonthidae. Inga underarter finns listade i Catalogue of Life.